# Mojo

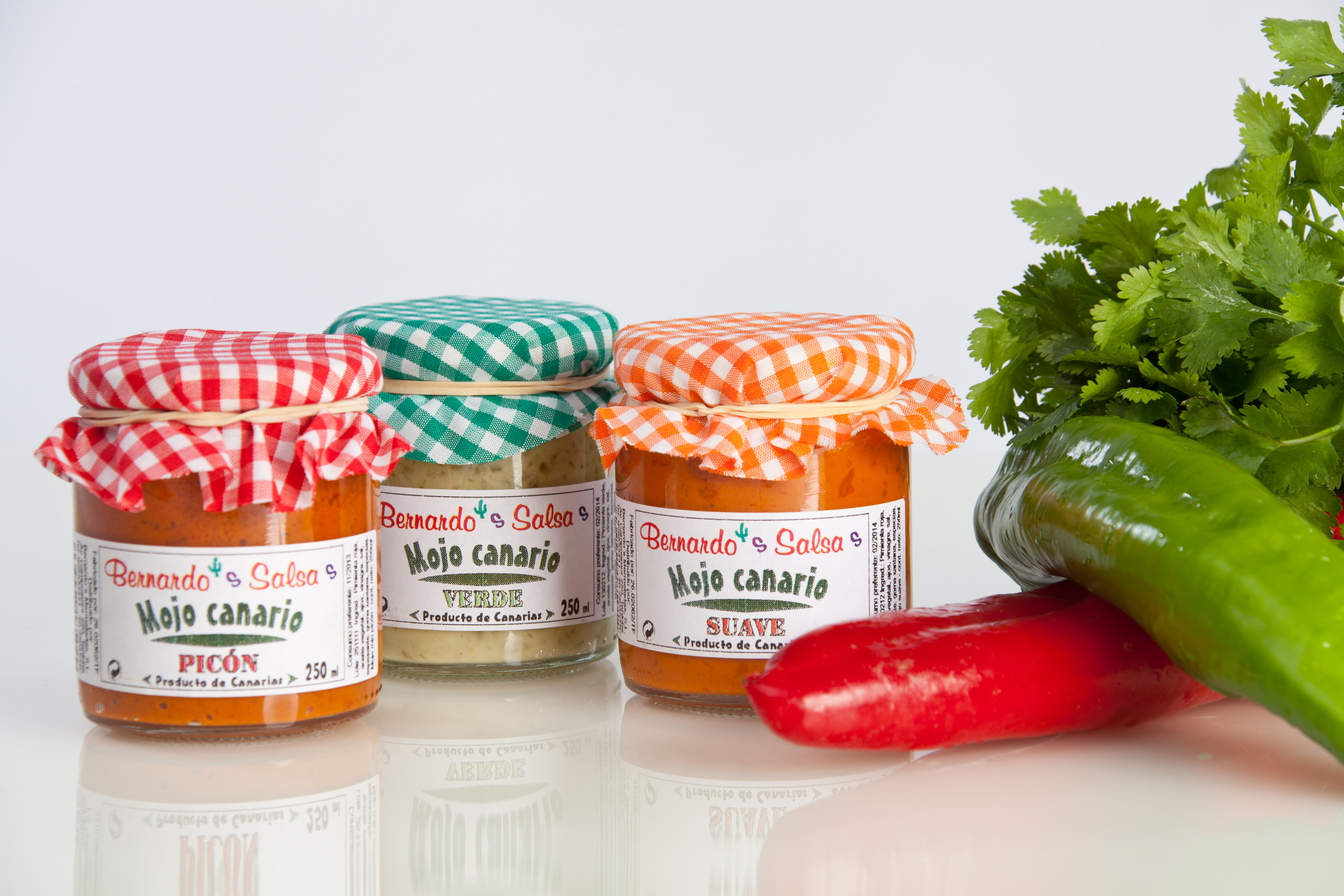
Mojo Canario

El mojo, del portuguès «molho» «salsa», és una salsa típica de les illes Canàries, acompanyament imprescindible d'alguns menjars típics d'aquest arxipèlag. A causa del seu contingut en pebre, molts dels tipus de mojos són picants. Entre els ingredients més habituals en les receptes de mojos hi ha el pebre (un tipus de pebrot menut), el pebrot, l'all, la sal, el pebre roig, el comí o el coriandre, l'oli, el julivert, l'aigua, el safrà i el tomàquet.

## Tipus
Els mojos es poden classificar en dues grans famílies, segons els ingredients utilitzats: 
- Els mojos verds més habituals a les taules canàries són el "mojo verd" pròpiament dit, preparat amb pebrots verds, el "mojo de coriandre" i el "mojo de julivert", habitual a guachinches i restaurants. Si bé el mojo verd pot conservar-se fora de la nevera durant molt temps, la presència d'aigua en el mojo de coriandre i el de julivert obliga a consumir-lo com a màxim als pocs dies de preparar-lo.
- Els mojos rojos més habituals es componen de pebre palmera (o "picona") i pebre roig. Poden conservar-se durant molt temps fora del frigorífic, ja que tenen molt poca proporció d'aigua, excepte si duen tomàquet.

D'altra banda, existeixen altres variants del mojo com són el mojo formatge típic de La Palma, El Hierro i l'Almogrote de La Gomera, que combinen formatges amb mojo per a assolir una pasta que és més líquida en el primer cas. No obstant això, no hi ha una recepta comuna de mojos sinó que pràcticament cada família té la seva, amb unes quantitats d'ingredients que difereixen i que confereixen a les salses diferents tipus de picor, de tonalitat i d'homogeneïtat.
El mojo, juntament amb el gofio i les papas, és un element essencial de la cuina canària. S'utilitza per a amanir tota mena de menjar, sent especialment típic la combinació de papes arrugades i mojo. No obstant això, com a regla general el mojo roig se sol utilitzar per a acompanyar carns i el mojo verd per al peix.

## Preparació
Per a la preparació dels mojos rojos és necessari l'assecat del pebre durant un llarg procés. Una vegada sec, el pebre pot ser conservat durant molt temps fins a la seua preparació. Abans de fer el mojo, és necessari posar en remull els pebres perquè perdin part de la seua picor. Després cal eliminar-ne els granets i venes, deixant-ne uns quants per graduar el grau de picantor. Així, el mojo que no contingui granets o venes tot just picarà. Entre els mojos rojos destaquen l'anomenat mojo palmero (a La Palma es denomina "mojo roig"), el mojo "encarnado" i el mojo "picón". En el cas dels mojos de coriandre i julivert la picor ve determinada per la quantitat d'alls que continguin.